# Акустическая левитация
Акусти́ческая левита́ция — устойчивое положение весомого объекта в области узлов стоячей акустической волны.
Обычно используются волны на ультразвуковых частотах, что не создает звука, слышимого человеком. Это в первую очередь связано с высокой интенсивностью звука, необходимой для противодействия гравитации. Однако были случаи использования слышимых частот.
Существуют различные методы генерации звука, но наиболее распространенным является использование пьезоэлектрических преобразователей, которые могут эффективно генерировать сигналы высокой амплитуды на желаемых частотах.

## Историческая справка
Величина силы, действующей на твёрдую сферическую частицу, в поле стоячей и прогрессивной волн в невязкой жидкости была теоретически найдена Л. Кингом ещё в 1934 г., в 1961 г. другим способом выражение для силы было получено Л. П. Горьковым. В настоящее время известны выражения для сил на частицы сложной формы в акустических полях сложной конфигурации, а также с учётом упругих деформаций частиц.

## Виды левитации
Акустическую левитацию в широком смысле можно разделить на пять различных категорий:
1. Левитация стоячей волны: Частицы захватываются в узлах стоячей волны, образованной либо источником звука и отражателем (в случае рупора Ланжевена), либо двумя наборами источников (в случае TinyLev). Это зависит от размера частиц по отношению к длине волны, обычно в районе 10% или менее, а максимальный вес при левитации обычно составляет порядка нескольких миллиграммов. Также стоит отметить, что если частица слишком мала по сравнению с длиной волны, то она будет вести себя иначе и направится к антиузлам. Обычно эти левитаторы являются одноосными, что означает, что все частицы захватываются вдоль одной центральной оси левитатора. Однако при использовании похлопываний они также могут быть динамичными. Это самый мощный метод левитации на расстоянии, превышающем длину волны, из-за конструктивной интерференции двух бегущих волн, которые ее формируют. Силы от однолучевой левитации на расстоянии в 30 раз слабее, чем от простой стоячей волны.
2. Левитация в дальнем поле: объекты, длина волны которых превышает длину волны, левитируются путем генерации поля, адаптированного к размеру и форме левитируемого объекта. Это позволяет левитировать объекты, размер которых превышает длину волны, на расстояниях, превышающих длину волны от источника. Однако объект не должен обладать высокой плотностью. В ранних подходах это была простая вертикальная стоячая волна для дисков  или устройство из трех преобразователей для стабилизации сферы. Однако недавние разработки использовали PAT и метод граничных элементов для левитации гораздо больших объектов на гораздо больших расстояниях. Самым тяжелым объектом, поднятым с помощью этой техники, является сфера из пенополистирола диаметром 30 мм и массой 0,6 г. Восьмигранник из пенополистирола с длиной диагонали 50 мм и массой 0,5 г является самым крупным объектом, когда-либо акустически левитированным с помощью этой техники с помощью похлопываний над и под объектом.
3. Однолучевая левитация: Левитация объектов на расстоянии, превышающем одну длину волны, от источников, доступ к которым возможен только с одной стороны. В этом случае ловушка должна быть специально сконструирована, и обычно имеет форму двойной ловушки или вихревой ловушки, хотя возможен и третий тип ловушки, называемый бутылочной ловушкой. Двойная ловушка является простейшей из этих возможностей, которая образует два "пинцета" высокого давления по обе стороны от частицы. Если используется геометрическая фокусировка, то ее можно использовать для создания притягивающего луча из общедоступных деталей. Вихревая ловушка создает в центре область низкого давления. Она требует более сложного фазового поля, но, в отличие от двойной ловушки, может использоваться для подъема объектов с длиной волны больше длины волны. В 2019 году самый большой объект, когда-либо поднятый притягивающим лучом, был сделан в Университете Бристоля и показан в передаче "Край науки",, подготовленной BBC Earth для YouTube Originals ведущим Риком Эдвардсом. Это был шар из вспененного полистирола диаметром 19,53 мм.
4. Левитация ближнего поля: большой плоский объект помещается очень близко к поверхности преобразователя и действует как отражатель, позволяя ему левитировать на очень тонкой пленке воздуха. Эта техника способна поднимать несколько килограммов, но не может подниматься выше сотен микрометров над поверхностью. Как таковая в человеческом масштабе она проявляется скорее как значительное уменьшение трения, а не как левитация.
5. Левитация перевернутого ближнего поля: При определенных условиях сила отталкивания, которая производит левитацию в ближнем поле, инвертируется и становится силой притяжения. В этом случае преобразователь может быть направлен вниз, и установка будет левитировать, объект будет левитироваться под ним. Объект будет поднят в воздух на расстоянии десятков микрометров, а объекты в миллиграммовом масштабе уже были подняты в воздух. Текущие исследования показывают, что это происходит там, где эквивалентный радиус диска составляет менее 38% от длины волны.

## Применение
Ведутся разработки по использованию акустической левитации для транспортировки небольших твёрдых и жидких тел, в частности жидких лекарств.